# Konrad I. (Ebrach)
Konrad I. war von 1178 bis zu seiner Resignation vor dem Jahr 1180 Abt des Zisterzienserklosters in Ebrach.

## Leben
Über die genauen Lebensdaten des Abtes Konrad I. ist nichts bekannt. Er wurde wohl im 12. Jahrhundert geboren und trat bald darauf ins Zisterzienserkloster Ebrach ein. Hier wurde er nach Rapatho dritter Vorsteher der Abtei. Erstmals als solcher ist Konrad I. allerdings erst 1178 nachgewiesen. Während seiner Amtszeit spendete der Adelige Arnold von Rothenburg den Elgersheimer Hof, später Amtssitz des Klosters, an Ebrach. Abt Konrad resignierte zu einem unbekannten Zeitpunkt vor 1180 und starb ohne Kenntnis der Quellen.